# Liste de films français sortis en 1910
Listes de films français
- 1906
- 1907
- 1908
- 1909
- 1910
- 1911
- 1912
- 1913
- 1914

Liste non exhaustive de films français sortis en 1910.

## 1910
| Titre                                                               | Réalisateur                        | Distribution                                                                            | Genre              | Notes    |                                                          |
| ------------------------------------------------------------------- | ---------------------------------- | --------------------------------------------------------------------------------------- | ------------------ | -------- | -------------------------------------------------------- |
| 1812                                                                | Camille de Morlhon Ferdinand Zecca | Max Charlier, Georges Wague                                                             | Guerre             |          |                                                          |
| 1814                                                                | Louis Feuillade                    | Renée Carl, Alice Tissot                                                                | Histoire           | Perdu    |                                                          |
| À travers la Norvège                                                | inconnu                            |                                                                                         | Documentaire       |          |                                                          |
| À travers la plaine                                                 | Jean Durand                        | Joë Hamman, Gaston Modot                                                                | Western            |          |                                                          |
| L'Absente                                                           | Léonce Perret                      |                                                                                         |                    |          |                                                          |
| Académicien et Vagabond                                             | Georges Monca                      |                                                                                         | Comédie            |          |                                                          |
| Acte de probité                                                     | inconnu                            | Mistinguett, Georges Tréville                                                           | Comédie            | 255 m    |                                                          |
| Affaire d'honneur                                                   | Charles Decroix                    | Georges Dorival, Henri Étiévant                                                         | Film dramatique    | 155 m    |                                                          |
| Aimez-vous les uns les autres                                       | Charles Decroix                    | René Alexandre                                                                          |                    | 165 m    |                                                          |
| L'Aluminite                                                         | Abel Gance                         |                                                                                         |                    |          |                                                          |
| L'Ambition d'Agénor le Chauve                                       | Léonce Perret                      |                                                                                         |                    |          |                                                          |
| Amitié de cow-boy                                                   | Jean Durand                        | Joë Hamman, Gaston Modot                                                                | Western            |          |                                                          |
| Amour et fromage                                                    | Max Linder                         | Max Linder                                                                              | Comédie            | 180 m    |                                                          |
| L'Amour et le temps                                                 | Michel Carré                       | Henry Krauss, Henri Bosc                                                                |                    | 195m     |                                                          |
| L'Amour du ranch                                                    | Jean Durand                        | Joë Hamman, Gaston Modot                                                                | Western            |          |                                                          |
| L'amour guette                                                      | Léonce Perret                      | Fabienne Fabrèges, Léonce Perret                                                        |                    | 9minutes |                                                          |
| Les Amoureux de la caissière                                        | Jean Durand                        | Gaston Modot                                                                            | Comédie            | 155 m    |                                                          |
| L'An Mil                                                            | Louis Feuillade                    | Alice Tissot, Maurice Vinot                                                             |                    | 279 m    |                                                          |
| André Chénier                                                       | Louis Feuillade Étienne Arnaud     | Léonce Perret, Edmond Bréon René Navarre                                                | Film dramatique    | 15 min   |                                                          |
| Apparitions fantômatiques                                           | Georges Méliès                     |                                                                                         |                    |          |                                                          |
| Après la chute de l'Aigle                                           | Victorin Jasset                    | Émile Drain, Jean-Marie de l'Isle                                                       |                    |          |                                                          |
| L'Argentier de Louis XI                                             | Victorin Jasset                    | Charles Krauss, Georges Saillard                                                        | Film dramatique    |          |                                                          |
| Athalie                                                             | Albert Capellani                   | Édouard de Max, Jeanne Delvair, Jean Jacquinet, René Hervil Philippe Garnier, Lola Noyr | Film dramatique    |          | scénario de Michel Carré d'après la pièce de Jean Racine |
| L'Attaque d'un train                                                | Jean Durand                        | Joë Hamman, Gaston Modot                                                                | Western            | 111 m    |                                                          |
| Au bord de la faute                                                 | Louis Feuillade                    | Suzanne Grandais                                                                        |                    | 171 m    |                                                          |
| Au temps de la chouannerie                                          | Louis Feuillade                    | Renée Carl, Georges Wague Léonce Perret                                                 | Film dramatique    |          |                                                          |
| Au temps des Pharaons                                               | Gaston Velle                       | Stacia Napierkowska, Georges Wague                                                      | Film dramatique    | 225 m    |                                                          |
| Au temps des premiers chrétiens                                     | André Calmettes                    | Albert Lambert                                                                          | Film dramatique    |          |                                                          |
| L'Autre mère                                                        | Victorin Jasset                    | Castillan, Eugénie Nau                                                                  |                    |          |                                                          |
| Les Aventures d'un cow-boy à Paris                                  | Jean Durand                        | Joë Hamman, Berthe Dagmar Gaston Modot                                                  | Western            | 179m     |                                                          |
| L'Aventurière/ Les Cigarettes narcotiques                           | Louis Feuillade                    | Yvette Andréyor, Renée Carl René Navarre                                                | Film dramatique    | 300 m    |                                                          |
| Les Aventuriers du Val d'Or                                         | inconnu                            | Harry Baur, Jacques Varennes                                                            | Film d'aventure    | 280 m    |                                                          |
| Le Baptême de Calino                                                | Jean Durand                        | Lucien Bataille, Ernest Bourbon                                                         | Comédie            | 95 m     |                                                          |
| Bébé apache                                                         | Louis Feuillade                    | René Dary, Renée Carl Paul Manson                                                       | Comédie            | 198 m    |                                                          |
| Bébé fume                                                           | Louis Feuillade                    | René Dary, Renée Carl Paul Manson                                                       | Comédie            | 108 m    |                                                          |
| Bébé pêcheur                                                        | Louis Feuillade                    | René Dary, Renée Carl Paul Manson                                                       | Comédie            | 115 m    |                                                          |
| Les bergères n'épousent pas les rois                                | Louis Feuillade                    |                                                                                         |                    |          |                                                          |
| Le Bon Exemple                                                      | Léonce Perret                      |                                                                                         |                    | 252m     |                                                          |
| Le Bon Juge                                                         | Léonce Perret                      |                                                                                         |                    |          |                                                          |
| Bonne année                                                         | Louis Feuillade Léonce Perret      |                                                                                         |                    |          |                                                          |
| Bornéo Bill                                                         | Jean Durand                        | Joë Hamman, Gaston Modot                                                                | Western            |          |                                                          |
| La Brouille                                                         | Louis Feuillade                    | Alice Tissot, Maurice Vinot                                                             |                    | 298 m    |                                                          |
| La Bouteille de lait                                                | Albert Capellani                   | Albert Dieudonné, Henri Étiévant, Fernand Tauffenberger                                 | Film dramatique    |          |                                                          |
| Capture gênante                                                     | Jean Durand                        | Gaston Modot                                                                            |                    |          |                                                          |
| Le Cauchemar de Max                                                 | Lucien Nonguet                     | Max Linder                                                                              | Comédie            |          |                                                          |
| Les Carbonari                                                       | Louis Feuillade                    | Alice Tissot                                                                            |                    | 310 m    |                                                          |
| Les Chasseurs de fourrures                                          | Jean Durand                        | Joë Hamman, Gaston Modot                                                                | Western            |          |                                                          |
| Le Cheveu blanc                                                     | Léonce Perret                      | Jeanne Marie-Laurent Eugénie Nau                                                        |                    |          |                                                          |
| La Chevrière                                                        | Louis Feuillade                    |                                                                                         |                    | 173 m    |                                                          |
| Le Chien reconnaissant                                              | Louis Feuillade                    |                                                                                         |                    | 221 m    |                                                          |
| Le Christ en croix                                                  | Louis Feuillade                    | Nadette Darson                                                                          | Film dramatique    |          |                                                          |
| Le Cinématographe de Pierrot                                        | Louis Feuillade                    |                                                                                         |                    |          |                                                          |
| Le Clown et le Pacha neurasthénique ou Le Pacha neurasthénique      | Georges Monca                      | Charles Prince, André Simon, Mistinguett, Émile Mylo, Carlos Avril                      | Comédie            | 245 m    |                                                          |
| Cœur de père                                                        | Louis Feuillade Maurice de Féraudy |                                                                                         |                    |          |                                                          |
| Conscience de fou                                                   | Louis Feuillade                    | Gaston Séverin, Alice Tissot Maurice Vinot                                              |                    |          |                                                          |
| Le Conte du vieux talute                                            | Georges Méliès                     |                                                                                         |                    |          |                                                          |
| La Couronne de roses                                                | Louis Feuillade                    |                                                                                         |                    | 200 m    |                                                          |
| Dans les airs                                                       | Jean Durand                        | Joë Hamman, Gaston Modot Jules Védrines                                                 |                    | 142 m    |                                                          |
| Dans les ruines de Carthage                                         | Georges Hatot Victorin-H.Jasset    |                                                                                         | Film dramatique    |          |                                                          |
| David et Goliath                                                    | Henri Andréani                     | Berthe Bovy, Louis Ravet                                                                | Péplum             |          |                                                          |
| Les Débuts de Max au cinéma                                         | Louis J. Gasnier et Max Linder     | Max Linder, Charles Pathé Georges Monca                                                 | Comédie            | 7 min    |                                                          |
| Le Diamant volé                                                     | Jean Durand                        | Joë Hamman, Gaston Modot                                                                | Film dramatique    | 222 m    |                                                          |
| Les Douze Travaux d'Hercule                                         | Émile Cohl                         | Maurice Vinot Alice Tissot                                                              | Film dramatique    | 154 m    |                                                          |
| La Duchesse de Langeais                                             | André Calmettes                    | André Calmettes, Germaine Dermoz                                                        | Film dramatique    | 215 m    |                                                          |
| L'Échafaudage                                                       | Léonce Perret                      |                                                                                         |                    |          |                                                          |
| L'Enfant disgracié                                                  | Louis Feuillade                    | Georgette Faraboni, Alice Tissot                                                        |                    | 240 m    |                                                          |
| L'Enfant du chercheur d'or                                          | Jean Durand                        | Joë Hamman, Gaston Modot                                                                | Western            | 272 m    |                                                          |
| L'Escapade de Bob                                                   | Léonce Perret                      | Marc Mario, Léonce Perret                                                               |                    | 277 m    |                                                          |
| Esther                                                              | Louis Feuillade                    | Renée Carl, Léonce Perret                                                               | Film dramatique    | 436 m    |                                                          |
| Eugénie Grandet                                                     | Emile Chautard Victorin Jasset     | Suzanne Revonne, Jacques Guilhène                                                       | Film dramatique    | 10 min   |                                                          |
| L'Enseveli de Tebesa                                                | Georges Hatot Victorin Jasset      |                                                                                         | Film dramatique    |          |                                                          |
| Entre le devoir et l'honneur                                        | Émile Chautard                     | Edmond Duquesne, Alexandre Arquillière                                                  | Drame              |          |                                                          |
| L'Évasion de Vidocq                                                 | Georges Denola                     | Harry Baur, Andrée Marly                                                                | Film dramatique    |          |                                                          |
| L'Exode                                                             | Louis Feuillade                    | Renée Carl, Alice Tissot                                                                | Film dramatique    |          |                                                          |
| Les Exploits du jeune Tartarin                                      | Max Linder                         | Max Linder, Andrée Divonne                                                              | Comédie            | 135 m    |                                                          |
| La Faute d'un autre                                                 | Louis Feuillade                    | Georgette Faraboni, Edmond Bréon, Renée Carl                                            | Film dramatique    |          |                                                          |
| Le Fer à cheval                                                     | Jean Durand                        | Joë Hamman, Gaston Modot                                                                | Western            |          |                                                          |
| Ferragus                                                            | André Calmettes                    | Jean Dax, Claude Garry                                                                  | Film dramatique    | 195 m    |                                                          |
| Le Festin de Balthazar                                              | Louis Feuillade                    | Renée Carl, Léonce Perret Stacia Napierkowska                                           |                    | 290 m    |                                                          |
| La Fille de Jephté                                                  | Léonce Perret                      | Renée Carl, Léonce Perret Jeanne Marie-Laurent                                          | Film dramatique    | 265 m    |                                                          |
| La Fiancée du batelier                                              | Louis Feuillade                    | Alice Tissot, Renée Carl Maurice Vinot                                                  |                    |          |                                                          |
| La Fiancée du conscrit                                              | Louis Feuillade                    | Alice Tissot                                                                            |                    | 270 m    |                                                          |
| Le Fil de la vierge                                                 | Louis Feuillade                    |                                                                                         |                    | 107m     |                                                          |
| La Fin de Paganini                                                  | Étienne Arnaud Louis Feuillade     | Renée Carl, Georges Wague                                                               | Film dramatique    |          |                                                          |
| Fin de réveillon                                                    | Georges Méliès                     |                                                                                         | Comédie            | 120 m    |                                                          |
| Fouquet, l'homme au masque de fer                                   | Camille de Morlhon                 | René Alexandre, Émile Chautard                                                          | Film historique    | 310 m    |                                                          |
| Le Gardian de Camargue                                              | Léonce Perret                      | Joë Hamman, Renée Carl                                                                  |                    | 15 min   |                                                          |
| Le Gendre ingénieux                                                 | Henri Desfontaines                 | Gabrielle Lange                                                                         |                    |          |                                                          |
| Grandeur d'âme                                                      | Henri Andréani                     | Berthe Bovy, Louis Ravet René Alexandre                                                 | Comédie dramatique | 7 min    |                                                          |
| La Grève des forgerons                                              | Georges Monca                      | Henry Krauss, André Simon, Auguste Mévisto, Maurice Luguet, Gaston Prika                | Film dramatique    | 280 m    |                                                          |
| Guérison de l'obésité en 5 minutes                                  | Georges Méliès                     |                                                                                         |                    | 129 m    |                                                          |
| L'Habit neuf                                                        | Louis Feuillade                    |                                                                                         |                    |          |                                                          |
| La Haine                                                            | Albert Capellani                   | Paul Capellani, Harry Baur                                                              |                    |          |                                                          |
| Hamlet                                                              | Gérard Bourgeois                   |                                                                                         | Film dramatique    | 290 m    |                                                          |
| L'Héritage                                                          | Louis Feuillade                    |                                                                                         |                    | 228 m    |                                                          |
| L'Homme aux mille inventions                                        | Georges Méliès                     |                                                                                         |                    |          |                                                          |
| L'Homme qui ressemble au président                                  | Jean Durand                        | Clément Mégé, Gaston Modot                                                              | Comédie            | 130 m    |                                                          |
| L'Honneur du scaphandrier                                           | Louis Feuillade                    |                                                                                         |                    |          |                                                          |
| Hop-Frog                                                            | Henri Desfontaines                 | Colanna Romano                                                                          |                    |          |                                                          |
| Hydrothérapie fantastique                                           | Georges Méliès                     |                                                                                         |                    | 13 min   |                                                          |
| L'Idéal d'Arias                                                     | Louis Feuillade                    |                                                                                         |                    |          |                                                          |
| Les Illusions fantaisistes                                          | Georges Méliès                     |                                                                                         |                    | 5 min    |                                                          |
| Je voudrais un enfant                                               | Max Linder                         | Max Linder, Jacques Vandenne                                                            | Comédie            | 160 m    |                                                          |
| Jeunesse                                                            | Louis Feuillade Léonce Perret      |                                                                                         |                    | 189 m    |                                                          |
| Jim Crow                                                            | Robert Péguy                       | Charles Vanel, Joë Hamman Gaston Modot                                                  | Western            | 281 m    |                                                          |
| Le Joueur de cornemuse                                              | inconnu                            | Maurice Luguet, Jean Angelo, Eugénie Nau                                                | Film dramatique    | 185m     |                                                          |
| Le Journal d'une orpheline                                          | Louis Feuillade                    | Georgette Faraboni, Alice Tissot                                                        | Film dramatique    | 305 m    |                                                          |
| La Justicière                                                       | Louis Feuillade                    | Gaston Séverin                                                                          |                    |          |                                                          |
| Kyrelor, bandit par amour                                           | Louis Gasnier                      | Max Linder                                                                              | Comédie            | 185 m    |                                                          |
| La Légende de Daphné                                                | Louis Feuillade                    | Léonce Perret, Alice Tissot                                                             | Film dramatique    | 104 m    |                                                          |
| La Légende de la Sainte-Chapelle                                    | André Calmettes                    | Roger Monteaux, Charles Le Bargy                                                        | Film dramatique    |          |                                                          |
| La Légende de Midas                                                 | Louis Feuillade                    |                                                                                         | Film dramatique    | 200 m    |                                                          |
| Le Legs ridicule                                                    | Georges Monca                      | Charles Prince                                                                          | Comédie            | 225 m.   |                                                          |
| La Lettre au petit Jésus                                            | Léonce Perret                      |                                                                                         |                    | 227 m    |                                                          |
| Le Louis de vingt francs                                            | Louis Feuillade                    | René Dary                                                                               |                    | 275 m    |                                                          |
| Le Lys d'or                                                         | Louis Feuillade Léonce Perret      | Alice Tissot, Renée Carl Maurice Vinot                                                  |                    | 214 m    |                                                          |
| Lysistrata ou la Grève des baisers                                  | Louis Feuillade                    | Léonce Perret, Alice Tissot                                                             | Comédie            | 260 m    |                                                          |
| La Main coupée                                                      | Jean Durand                        | Joë Hamman, Gaston Modot                                                                | Western            | 293 m    |                                                          |
| La Main verte                                                       | Henri Desfontaines                 | Jeanne Grumbach, Jacques Grétillat                                                      |                    | 232 m    |                                                          |
| Le Marchand d'images                                                | Henri Andréani                     | René Alexandre, Berthe Bovy                                                             | Fantaisie          | 245 m    |                                                          |
| Les Martigues                                                       | Léonce Perret                      |                                                                                         | Documentaire       |          |                                                          |
| Le Martyre d'une femme                                              | Louis Feuillade                    | Alice Tissot                                                                            | Drame              | 11 min   |                                                          |
| Le Matelot criminel                                                 | Louis Feuillade                    | Henri Duval, Alice Tissot                                                               | Film dramatique    | 211 m    |                                                          |
| Mater dolorosa                                                      | Louis Feuillade                    | Renée Carl, Alice Tissot Maurice Vinot                                                  | Film dramatique    | 184 m    |                                                          |
| Maudite soit la guerre                                              | Louis Feuillade                    | Renée Carl, Alice Tissot                                                                | Film dramatique    | 189 m    |                                                          |
| Le Mauvais Hôte                                                     | Louis Feuillade                    | René Alexandre, Georges Wague                                                           |                    | 225 m    |                                                          |
| La Mauvaise Nouvelle                                                | Louis Feuillade                    | Alice Tissot, Maurice Vinot                                                             |                    |          |                                                          |
| Max et l'Edelweiss                                                  | Lucien Nonguet                     | Max Linder                                                                              | Comédie            | 190 m    |                                                          |
| Max et la belle négresse                                            | Lucien Nonguet                     | Max Linder                                                                              | Comédie            |          |                                                          |
| Max et son rival / Tout est bien qui finit bien                     | Lucien Nonguet                     | Max Linder                                                                              | Comédie            | 140 m    |                                                          |
| Max et ses trois mariages                                           | Lucien Nonguet                     | Max Linder                                                                              | Comédie            |          |                                                          |
| Max fait du ski                                                     | Louis J. Gasnier, Lucien Nonguet   | Max Linder, Gabrielle Lange                                                             | Comédie            | 135 m    |                                                          |
| Max hypnotisé                                                       | Lucien Nonguet                     | Max Linder                                                                              | Comédie            |          |                                                          |
| Max ne se mariera pas                                               | Lucien Nonguet                     | Max Linder                                                                              | Comédie            | 155 m    |                                                          |
| Ménages parisiens                                                   | Léonce Perret                      | Léonce Perret, Valentine Petit                                                          |                    | 139 m.   |                                                          |
| La Mésaventure du capitaine Clavaroche                              | André Calmettes                    | André Calmettes, Jacques Guilhène, Nelly Cormon                                         |                    |          |                                                          |
| Messaline                                                           | Ferdinand Zecca Henri Andréani     | Paul Capellani, Stacia Napierkowska                                                     | Péplum             | 350 m    |                                                          |
| Midinette                                                           | Louis Feuillade                    |                                                                                         |                    |          |                                                          |
| Le Miroir                                                           | Louis Feuillade                    | Alice Tissot                                                                            |                    |          |                                                          |
| Le Mobilier fidèle                                                  | Émile Cohl                         |                                                                                         | Animation          | 6 min    |                                                          |
| La Nativité                                                         | Louis Feuillade                    | Nadette Darson, Renée Carl                                                              | Film dramatique    | 313 m    |                                                          |
| Le Noël de grand-mère                                               | Léonce Perret                      | Eugénie Nau, Jeanne Marie-Laurent, Suzy Prim                                            | Film dramatique    | 237 m    |                                                          |
| Le Noël du vagabond                                                 | Louis Feuillade                    | Henri Duval, Maurice Vinot\|Film dramatique                                             | 221 m              |          |                                                          |
| L'Œuvre accomplie                                                   | Louis Feuillade                    | Georgette Faraboni, Renée Carl Maurice Vinot                                            |                    | 204 m    |                                                          |
| On ne badine pas avec l'amour                                       | inconnu                            | René Alexandre, Berthe Bovy                                                             | Comédie            | 190 m    |                                                          |
| Le Pacte                                                            | Émile Boucher                      | Max Linder                                                                              |                    | 165 m    |                                                          |
| Le Pain quotidien                                                   | Louis Feuillade                    | Henri Duval, Renée Carl Maurice Vinot                                                   | Film dramatique    | 230 m    |                                                          |
| Pâques florentines                                                  | Louis Feuillade                    | Alice Tissot, Maurice Vinot                                                             |                    | 337 m    |                                                          |
| Les Parents de l'enfant prodigue                                    | Louis Feuillade                    | Suzanne Grandais, Jean Ayme                                                             |                    |          |                                                          |
| Le Pari de Lord Robert                                              | Jean Durand                        | Joë Hamman, Gaston Modot                                                                |                    | 253 m    |                                                          |
| Le Passé                                                            | Louis Feuillade                    |                                                                                         |                    |          |                                                          |
| Le Pater                                                            | Louis Feuillade                    | Alice Tissot, Léonce Perret                                                             | Film dramatique    | 143 m    |                                                          |
| Pauvre Petit - Le Pauvre Gosse                                      | Louis Feuillade                    | Maurice Vinot, Alice Tissot                                                             | Film dramatique    |          |                                                          |
| Pauvre Toutou                                                       | Louis Feuillade                    |                                                                                         |                    | 153 m    |                                                          |
| Pendaison à Jefferson City                                          | Jean Durand                        | Joë Hamman, Gaston Modot                                                                |                    | 7 min    |                                                          |
| Le Petit Acrobate                                                   | Louis Feuillade                    |                                                                                         |                    | 142 m    |                                                          |
| Le Petit Reporter                                                   | Louis Feuillade                    |                                                                                         |                    | 210 m    |                                                          |
| Le Petit Violoniste                                                 | Louis Feuillade                    |                                                                                         |                    |          |                                                          |
| Petits Poèmes antiques                                              | Louis Feuillade                    | Suzy Prim, Renée Carl                                                                   |                    | 120 m    |                                                          |
| Pour les beaux yeux de la voisine                                   | Georges Denola                     | Paul Landrin, Albert Dieudonné, Paule Andral                                            | Comédie            | 7 min.   |                                                          |
| Le Prisonnier du château d'If - Une évasion manquée                 | Victorin Jasset                    | Charles Krauss, André Liabel                                                            | Comédie            |          |                                                          |
| Le Quart d'heure de Rabelais                                        | Louis Feuillade                    | Gaston Séverin                                                                          | Comédie            | 188 m    |                                                          |
| Quentin Durward                                                     | Albert Capellani                   | Claude Garry                                                                            |                    |          |                                                          |
| La Receveuse des postes                                             | Pierre Giffard                     | Jeanne Grumbach, Edmond Duquesne                                                        | Comédie dramatique | 290 m.   |                                                          |
| Reconnaissance d'Indien                                             | Jean Durand                        | Joë Hamman, Gaston Modot                                                                | Western            | 159 m    |                                                          |
| La Reine Margot                                                     | Camille de Morlhon                 | Berthe Bovy, Pierre Magnier                                                             |                    |          |                                                          |
| Le Rembrandt de la rue Lepic                                        | Jean Durand                        | Ernest Bourbon, Berthe Dagmar                                                           |                    | 114 m    |                                                          |
| La Restitution                                                      | Louis Feuillade                    | Alice Tissot, Maurice Vinot                                                             |                    | 108 m    |                                                          |
| Résurrection                                                        | Henri Desfontaines André Calmettes | Henri Pouctal, Henri Etiévant                                                           |                    |          |                                                          |
| La Retraite                                                         | André Calmettes Henri Pouctal      | Roger Vincent, Roger Monteaux Charles Mosnier                                           | Film dramatique    | 430 m    |                                                          |
| Roi d'un jour                                                       | André Calmettes                    | Albert Lambert, Henri Étiévant                                                          | Drame              |          |                                                          |
| Roland à Roncevaux                                                  | Louis Feuillade                    |                                                                                         |                    |          |                                                          |
| La Sacoche                                                          | Louis Feuillade                    |                                                                                         |                    |          |                                                          |
| Le Sacrifice d'Yvonne                                               | Léonce Perret                      | Fabienne Fabrèges, Georges Tréville, Léonce Perret, Yvette Andréyor                     | Film dramatique    | 148 m.   |                                                          |
| Sarabande bretonne                                                  | Louis Feuillade                    |                                                                                         |                    |          |                                                          |
| Le Scarabée d'or                                                    | Henri Desfontaines                 | Denis d'Inès                                                                            | Film dramatique    |          |                                                          |
| Les Sept Barres d'or                                                | Georges Méliès                     |                                                                                         |                    | 300 m    |                                                          |
| Les Sept Péchés capitaux I : L'Orgueil                              | Louis Feuillade                    | Alice Tissot, Léonce Perret                                                             | Film dramatique    | 120 m    |                                                          |
| Les Sept Péchés capitaux II : L'Avarice                             | Louis Feuillade                    | Alice Tissot, Léonce Perret\|Film dramatique                                            | 160 m              |          |                                                          |
| Les Sept Péchés capitaux III : La Luxure                            | Louis Feuillade                    | Alice Tissot, Léonce Perret Luitz-Morat                                                 | Film dramatique    | 126 m    |                                                          |
| Les Sept Péchés capitaux IV : L'Envie                               | Louis Feuillade                    | Alice Tissot, Léonce Perret                                                             | Film dramatique    | 384 m    |                                                          |
| Les Sept Péchés capitaux V : La Gourmandise                         | Louis Feuillade                    | Alice Tissot, Léonce Perret                                                             | Film dramatique    | 103 m    |                                                          |
| Les Sept Péchés capitaux VI : La Colère                             | Louis Feuillade                    | Alice Tissot, Léonce Perret Maurice Vinot                                               | Film dramatique    | 40 m     |                                                          |
| Les Sept Péchés capitaux VII : La Paresse                           | Louis Feuillade                    | Alice Tissot, Léonce Perret Renée Carl                                                  | Film dramatique    | 86 m     |                                                          |
| Shylock, le marchand de Venise                                      | Henri Desfontaines                 | Harry Baur, Romuald Joubé                                                               | Comédie dramatique | 10 min   |                                                          |
| Si j'étais le roi                                                   | Georges Méliès                     |                                                                                         |                    |          |                                                          |
| Le Sorcier                                                          | Louis Feuillade                    |                                                                                         |                    |          |                                                          |
| Le Spectre                                                          | Louis Feuillade                    | Renée Carl, Maurice Vinot                                                               | Film dramatique    | 290 m    |                                                          |
| Le Stigmate                                                         | René Leprince                      | Claude Garry, Henri Étiévant                                                            | Film dramatique    |          |                                                          |
| Les Suicidés de Louf                                                | Michel Carré                       | Harry Baur                                                                              | Comédie            | 150 m    |                                                          |
| Les Timidités de Rigadin                                            | Georges Monca                      | Charles Prince, Mistinguett, Paul Fromet, Carlos Avril, Gabrielle Lange                 | Comédie            | 175 m.   |                                                          |
| La Tournée des grands ducs                                          | Léonce Perret                      | Armand Numès, Polaire                                                                   | Comédie            | 145 m    |                                                          |
| La Trouvaille de Bébé                                               | Louis Feuillade                    | René Dary, Renée Carl                                                                   | Comédie            | 127 m    |                                                          |
| Un drame aux Indes                                                  | Louis Feuillade                    |                                                                                         |                    |          |                                                          |
| Un drame sur une locomotive                                         | Jean Durand                        | Joë Hamman, Gaston Modot                                                                | Western            | 112 m    |                                                          |
| Un homme comme il faut                                              | Georges Méliès                     |                                                                                         |                    |          |                                                          |
| Un invité gênant                                                    | Henri Desfontaines                 |                                                                                         | Comédie            |          |                                                          |
| Une jeune fille romanesque                                          | Louis Gasnier                      | Max Linder                                                                              | Comédie            | 135 m    |                                                          |
| Une représentation au cinématographe - Une séance de cinématographe | Louis J. Gasnier                   | Max Linder                                                                              | Comédie            | 150 m    |                                                          |
| La Vengeance de Louis XIII                                          | André Calmettes                    | Suzanne Vallier, Henri Étiévant                                                         |                    | 750 m    |                                                          |
| La Vengeance du bottier                                             |                                    | Max Linder, Jacques Vandenne                                                            | Comédie            | 175 m    |                                                          |
| La Vengeance posthume du docteur William                            | Louis Feuillade                    | Renée Carl, Alice Tissot Maurice Vinot                                                  |                    | 240 m    |                                                          |
| La Vie de Pouchkine                                                 | Louis Feuillade                    | Léonce Perret, Alice Tissot Maurice Vinot                                               |                    |          |                                                          |
| Le Vitrail diabolique                                               | Georges Méliès                     |                                                                                         |                    | 7 min    |                                                          |
| Le Voile du bonheur                                                 | Albert Capellani                   | Henry Krauss, Georges Tréville                                                          | Comédie dramatique |          |                                                          |
| La Voix du père                                                     | Louis Feuillade                    |                                                                                         |                    | 193 m    |                                                          |